# Tommaso Tittoni
Tommaso Tittoni (Róma, 1855. november 16. – Róma, 1931. február 7.) olasz politikus, diplomata, ügyvéd, Nápoly és Perugia prefektusa és az Olasz Királyság miniszterelnöke volt.

## Élete
Tommaso Tittoni 1855. november 16-án született Rómában. Tanulmányai végeztével jogi végzettséget szerzett. 1886-tól 1897-ig jobboldali képviselő volt. 1898-ban kinevezték Perugia, 1900-ban pedig Nápoly prefektusának. 1902-ben szenátor lett. 1903-tól 1905-ig ő töltötte be a külügyminiszteri tisztséget. Ebben a pozícióban megpróbálta enyhíteni az olasz irredenta propaganda által az Osztrák–Magyar Monarchiával szemben szított feszültségeket. Mindemellett megpróbálta erősíteni a Balkánon való olasz jelenlétet és befolyást. A belpolitikában ő játszotta az összekötő szerepét a konzervatívok és a klerikálisok között, amellyel a katolikus szavazókat kívánta megnyerni a választásokra.
1906-ban kinevezték londoni nagykövetnek, és újból külügyminiszter lett (az 1906 és 1909 közötti időszakban). Utóbbi tisztségében szembesült Bosznia-Hercegovina Osztrák–Magyar Monarchia általi annektálásával (1908) és az ennek következtében előállt nehéz nemzetközi helyzettel. 1910 és 1916 között párizsi nagykövetként tevékenykedett. 1919-ben az olasz küldöttség vezetőjeként részt vett a párizsi béketárgyalásokon, ahol sikertelenül próbálta érvényesíteni az olasz érdekeket. 1920-tól 1929-ig a szenátus, 1929 és 1930 között pedig az olasz akadémia elnöki tisztségét látta el. 1931. február 7-én hunyt el Rómában.